# راجر ولکات اسپری
راجر ولکات اسپری (انگلیسی: Roger Wolcott Sperry؛ زاده ۲۰ اوت ۱۹۱۳ - درگذشته۱۷ آوریل ۱۹۹۴) یک دانشمند در زمینه نوروسایکولوژی اهل ایالات متحده آمریکا بود.
وی همچنین برنده جوایزی همچون جایزه نوبل فیزیولوژی و پزشکی شده است.

## آزمایش راجر اسپری و مایکل گازانیگا بر روی مغز دو شقه
اگر مغزتان را از وسط نصف کنند چه می شود؟ شاید به نظرتان برسد که این صرفا یک آزمایش فکری است ، اما در دهه های 1950 و 1960 این عمل واقعا انجام می شد. صرع ممکن است گاهی آنقدر شدت پیدا کند و حمله های آن چنان ادامه دار باشد که زندگی غیر قابل تحمل بشود. امروزه می توان با دارو یا جراحی محدود این بیماران را درمان کرد ، اما در آن زمان ، بیماران مبتلا به موردهای وخیم تر را با جدا کردن دو نیمه ی مغز از یکدیگر درمان می کردند و مانع این می شدند که حمله های صرع از یک طرف به طرف دیگر پخش شود. در بیشتر این بیماران ، ارتباط اصلی دو نیم کره ، جسم پینه ای ، آسیب می دید و ساقه ی مغز و برخی اتصال های دیگر سالم می ماند. اگر بگوییم که مغز این بیماران دو نیم می شد مبالغه کرده ایم. اما بدون جسم پینه ای بیشتر رفت و آمدهای معمول میان دو نیم کره متوقف می شود. چه اتفاقی می افتاد؟
در کمال شگفتی اتفاق خیلی مهمی نمی افتاد ، بیماران معالجه می شدند و ظاهرا زندگی عادی پیدا می کردند ، بی آنکه شخصیت شان یا بهره ی هوشی شانم یا توانایی کلامی شان عوض شود یا چندان عوض شود. اما در اوایل ده هی 1960 ، راجر اسپری و مایکل گازانیگا (هر دو روان شناس) آزمایش هایی انجام دادند که آثار و تبعات مهمی را آشکار کرد.
طراحی آزمایش منوط است به دانستن این که اندام های حسی چگونه به مغز وصل شده اند. اطلاعات از گوش راست به نیم کره ی راست می رود (واز گوش چپ به نیم کره ی چپ) اما در بینایی اطلاعات سمت چپ میدان دید به نیم کره ی راست می رود و اطلاعات سمت راست میدان دی به نیم کره ی چپ (شکل) یعنی اگر مستقیم به روبرو نگاه کنید ، آنچه در سمت چپ می بینید به نیم کره ی راست می رود و آنچه در سمت راست می بینید به نیم کره ی چپ. در مورد بدن هم همین طور است ، یعنی نیمه ی چپ بدن را نیم کره ی راست کنترل می کند و نیمه ی راست بدن را نیم کره یچپ. در هر آدم عادی ، دو نیم کره به هم وصل اند ، در نتیجه اطلاعات به سرعت به هر دو نیم کره منتقل می شوند ، اما در کسی که مغزش برش خورده است این طور نیست. با علم به این ، آزمایشگرها می توانستند جداگانه با هر کدام از دو نیم کره ی شخص اطلاعات رد و بدل کنند. آیا دو نیمه ی مغز مانند دو انسان مجزا عمل می کردند؟ آیا هر کدام مستقلا دارای آگاهی بودن؟
در آزمایشی نمونه وار ، بیمار مقابل پرده ای نشست که دو قسمت شده بود و مستقیم به وسط نگاه می کرد. کلمه ها یا تصویرهایی به این یا آن طرف تابانده شدند و به این ترتیب اطلاعاتی را صرفا به یکی از دو نیم کره فرستادند. بیمار می توانست واکنش کلامی نشان بدهد یا یکی از دو دست خود را تکان بدهد.
فرض کنید تصویری را به قسمت راست میدان دید انداختند. چون تکلم در بیشتر آدم ها منحصر است به نیم کره ی چپ ، بیمار می توانست آن تصویر را توصیف کند ، کاملا هم عادی ، اما اگر تصویر را به سمت چپ می انداختند بیمار دیگر نمی توانست. این نشان می داد که نیم کره ی چپ (با توانایی تکلم) فقط می توانست چیزی را ببیند که در سمت راست نمایش داده می شد. در همین حال نیم کره ی راست می توانست فقط چیزی را ببیند که در سمت چپ بود. قضیه به این صورت معلوم می شد که از بیمار خواسته می شد بدون حرف زدن واکنش نشان دهد. مثلا می شد چیزهایی را که توی کیسه ای بود به بیمار داد و از او خواست که با استفاده از دست چپش انتخاب کند که کدام را دیده. به این ترتیب دو نیم کره می توانستند در آن واحد به این سوال که "چه می توانی ببینی؟" جواب های متفاوتی بدهند. ظاهرا هیچ کدام از دو نیم کره نمی دانستند نیم کره ی دیگر دارد چه می کند. آیا این باعث می شود که نیم کره ها دو شخص دارای آگاهی باشند؟
در آزمایشی معروف ، به بیماری که مغزش دو شقه شده بود و نامش "پی اس" بود ، یک صحنه ی برف در سمت چپ و یک پنجه ی مرغ در سمت راست نشان دادند و از او خواستند از تصاویری که مقابلش چیده بودند تصویرهای جور شدنی را بردارد. بیمار با دست چپش یک پارو (برای برف) انتخاب کرد و با دست راستش یک جوجه. با توجه به این که هر نیمه چیزی را می دیده، این معقول بود. اما وقتی از بیمار خواسته شد که دلایل خود را بیان کند، او (یعنی نیم کره ی چپ که تکلم می کند) گفت: " اوه ساده است. پنجه ی مرغ برای مرغ و برای پاک کردن مرغدانی هم پارو لازم است.!"
به این صورت ، نیم کرهی چپ سخنگو از طریق هم داستان شدن با نیم کره ی راست ، جهل خود را استتار کرد. وقتی به نیم کره ی راست یک تصویر هیجان زا نشان دادند ( بهانه ی موجهی برای خندیدن ، لبخند زدن ، خجالت کشیدن یا هر واکنش هیجانی که ایجاد می شد) باز هم این اتفاق افتاد. این قضیه شاید کمک کند به توضیح این نکته که چرا این بیماران می توانند آدم هایی عادی به نظر برسند. اما در عین حال باید ما را به پرسش درباره ی خودمان برانگیزند. مغز ما شامل تعداد زیادی واحدهای نسبتا مستقل است ، بخش کلامی به همه ی چیزهایی که می گذرد دسترسی ندارد ، اما خیلی وقت ها دلایل متقاعد کننده ای برای اعمال ما اقامه می کند. چه تعداد از این دلایل همداستانی های قابل قبولند و نه دلایل حقیقی؟ آیا می توانیم بگوییم؟
راجر اسپری از این آزمایش ها نتیجه گرفت که بیمارانش دو هویت آگاه در یک جمجمه دارند ، هر کدام با احساس های خاص خود و اختیار خاص خود. برعکس ، مایکل گازانیگا گفت: فقط نیم کره ی چپ مترجم یا مفسر دارد و این مترجم یا مفسر است که از زبان استفاده می کندو به اعتقادها نظم و نسق می بخشد و اعمال و نیاتی را به آدم ها نسبت می دهد. فقط این نیم کره دارای "آگاهی سطح بالا" است و نیم کره ی دیگر با همهی توانایی ها و مهارت هایش فاقد آگاهی حقیقی است. (کتاب آگاهی (سوزان بلک مور ، ترجمه ی رضا رضایی) ص 90